# 陽明山美軍宿舍群
陽明山美軍宿舍群（Yangmingshan American Military Housing），是台灣台北市陽明山上山仔后地區的文化景觀之一，位於中國文化大學附近佔地約13.88公頃的土地上，約擁有150棟美式建築，供1980年代以前的駐台美軍軍官、顧問及其眷屬在台居住。

## 歷史
1950年代，美軍開始大量派駐官兵至台灣，以提供軍事訓練、支援給中華民國政府和中華民國國軍。1951年，美軍顧問團規劃小組、顧問工程師沈祖海、中華民國外交部外事處人員共同乘坐直昇機攜帶在台北市上空盤旋，並利用圓規以美軍單位與美國使館為中心畫圓以找尋適合場所，最後選定以陽明山山仔后與天母一帶（中山北路七段末端）作為美軍眷舍的興建點。陽明山山仔后地區的興建戶數最多，眷舍規模最大，居住者為軍階較高的軍官；而天母興建的美軍眷舍較為零散分布，其興建戶數較少，居住者以士官和低階軍官為主。當時民間將這些美軍宿舍俗稱為「阿督仔厝」。後來也在台北市區的民族東路與中山北路之間的數公頃土地興建美軍總部勤管司令部營區（今中山美術公園）。
1978年12月16日美國宣布與中華人民共和國建立外交關係後，美軍顧問團（MAAG）於1979年3月1日正式停止運作，原先業務由美國在台協會技術組接掌，美軍協防台灣司令部（USTDC）也於1979年4月25日降旗，末任駐台美軍司令林德少將於4月28日離台，最後一名美軍在1979年5月3日離台，美軍宿舍區的房屋逐漸廢棄、閒置。然而台灣銀行接管部份的建物後，其中一些出租做為住宅，開放本地人入住，著名人士包括林洋港及賴聲川。至於經建會管理之建物，目前為美國在台協會人員居住使用。
陽明山美軍宿舍區也是駐台美軍廣播電台（Armed Forces Network Taiwan）的所在地點，1979年成立台北國際社區廣播電台（International Community Radio Taipei）接管美軍電台設備和業務後，仍繼續以陽明山作為電台總部，直到2000年為止。

## 外部連結
- 文化部文化資產局—陽明山美軍宿舍群 （页面存档备份，存于）
- 文化部文化資產局—山仔后前美軍宿舍 （页面存档备份，存于）
- 文化部文化資產局—「陽明山美國在臺協會(原美援運用委員會)宿舍」 （页面存档备份，存于）
- 文化部文化資產局—陽明山美軍福利社 （页面存档备份，存于）
- 文化部文化資產局—陽明山美軍俱樂部 （页面存档备份，存于）
- Photos of the remaining buildings
- The US Military’s Cold War Housing in Shanzihou & Tianmu （页面存档备份，存于）
- Current Photos of Housing Area 'C' （页面存档备份，存于）